# Diana Ross Live at Caesars Palace
Diana Ross Live at Caesars Palace, estilizado como “Diana Ross Live” at Caesars Palace, es un álbum en vivo de la cantante Diana Ross. Fue publicado en junio de 1974 a través del sello discográfico Motown.

## Recepción de la crítica
Un escritor no especificado de la revista Cash Box declaró: “El espectáculo de Diana, durante el cual camina hacia el público cantándoles y pidiéndoles que le respondan, se captura maravillosamente en este set”.

## Lista de canciones
| Lado uno | |                                           |          |  |
| N.º      | Título | Escritor(es)                              | Duración |  |
| 1.       | «Overture» |                                           | 0:41     |  |
| 2.       | «Don't Rain on My Parade» | Jule Styne Bob Merrill                    | 2:30     |  |
| 3.       | «Big Mable Murphy» | Dallas Frazier                            | 3:00     |  |
| 4.       | «Reach Out and Touch (Somebody's Hand)»                                                                                           | Nickolas Ashford Valerie Simpson          | 7:00     |  |
| 5.       | «The Supremes Medley» I. «Stop! In the Name of Love» II. «My World Is Empty Without You» III. «Baby Love» IV. «I Hear a Symphony» | Eddie Holland Lamont Dozier Brian Holland | 5:20     |  |
| 6.       | «Ain't No Mountain High Enough»                                                                                                   | Ashford Simpson                           | 5:08     |  |

| Lado dos | | |          |  |
| N.º      | Título | Escritor(es) | Duración |  |
| 1.       | «Corner of the Sky» | Stephen Schwartz | 4:07     |  |
| 2.       | «Bein' Green» | Joe Raposo | 2:46     |  |
| 3.       | «I Loves You, Porgy» | George Gershwin Ira Gershwin DuBose Heyward                                                                               | 1:37     |  |
| 4.       | «Lady Sings the Blues Medley» I. «Lady Sings the Blues» II. «God Bless the Child» III. «Good Morning Heartache» IV. «Tain't Nobody's Biz-ness if I Do» | Billie Holiday Herbie Nichols Arthur Herzog Jr. Irene Higginbotham Ervin Drake Dan Fisher Porter Grainger Everett Robbins | 5:55     |  |
| 5.       | «The Lady Is a Tramp» | Richard Rodgers Lorenz Hart                                                                                               | 2:28     |  |
| 6.       | «My Man» | Channing Pollack | 4:42     |  |

## Créditos y personal
Créditos adaptados desde las notas de álbum de Diana Ross Live at Caesars Palace.
Músicos
- Diana Ross – voz principal y coros
- The Devastating Affair – coros
- Marty Harris – piano
- Gene Pello – batería
- Jerry Steinholtz – conga, percusión
- Greg Poree – guitarra
- Pepito Hernandez – bajo eléctrico

Personal técnico
- Berry Gordy – productor ejecutivo
- Gil Askey – arreglos, conductor
- Armin Steiner – ingeniero de audio
- John E. Mills – mezclas
- Ralph Lotten – mezclas
- Ed Caraeff – director artístico, fotografía
- David Larkham – director artístico
- Michael Ross – director artístico